# Бекір-паша
Бекір-паша (тур. Bekir Paşa , сербохорв. Bekir-paša) або Бешир — османський намісник Боснії (паша), мав титул візира. Керував Боснійським еялетом з 1800 по 1801 рік та санджаком Смедерево в 1804 році.